# زلمي ويسا
زلمي ويسا (اغتيل يوم 18 أكتوبر 2018)، سياسيأHفغاني، وقد تم تعيينه حاكمًا لمقاطعة قندهار في مايو 2017.

## مقتله
- يوم 18 أكتوبر 2018 وأثناء اجتماع في مقر ولاية قندهار مع الجنرال سكوت ميلر قائد القوات الأمير كية وقوات حلف شمال الأطلسي (الناتو) في أفغانستان. أخرج حارسه الشخصي السلاح وأطلق عليه النار.[1]